# HC Bolzano
HC Bolzano ili HC Interspar Bolzano-Bozen Foxes je talijanski klub u hokeju na ledu iz grada Bolzana. HC Bolzano je najtrofejniji klub hokeja na ledu u Italiji s osvojenih 18 titula prvaka države.

## Vanjske poveznice
- Službena stranica